# Естер Мольнар
Естер Мольнар (угор. Eszter Molnár; нар. 27 листопада 1978) — колишня угорська тенісистка.
Найвищу одиночну позицію світового рейтингу — 252 місце досягла 11 червня 2001, парну — 192 місце — 18 лютого 2002 року.
Здобула 7 одиночних та 4 парні титули туру ITF.
Завершила кар'єру 2005 року.

## Фінали ITF

### Одиночний розряд: 12 (7–5)
| Легенда          |
| ---------------- |
| турніри $100,000 |
| турніри $75,000  |
| турніри $50,000  |
| турніри $25,000  |
| турніри $10,000  |

| Фінали за покриттям |
| ------------------- |
| Тверде (2–0)        |
| Ґрунт (5–5)         |
| Трава (0–0)         |
| Килим (0–0)         |

| Результат | Ранг | Дата            | Рівень | Турнір                       | Покриття   | Суперниця             | Рахунок            |
| --------- | ---- | --------------- | ------ | ---------------------------- | ---------- | --------------------- | ------------------ |
| Поразка   | 1.   | 21 вересня 1998 | 10,000 | ITF Шибеник, Хорватія        | Ґрунт      | Катарина Среботнік    | 1–6, 2–6           |
| Перемога  | 1.   | 12 жовтня 1998  | 10,000 | ITF Нікосія, Кіпр            | Ґрунт      | Шарлотте Оґор         | 6–1, 6–4           |
| Перемога  | 2.   | 24 травня 1999  | 10,000 | ITF Кендзежин-Козьле, Польща | Ґрунт      | Дар'я Панова          | 6–3, 7–6(7–4)      |
| Перемога  | 3.   | 21 червня 1999  | 10,000 | ITF Велп, Нідерланди         | Ґрунт      | Зузана Лешенарова     | 7–6(7–3), 6–3      |
| Поразка   | 2.   | 19 липня 1999   | 10,000 | ITF Брюссель, Бельгія        | Ґрунт      | Габріела Хмелінова    | 5–7, 0–6           |
| Перемога  | 4.   | 16 серпня 1999  | 10,000 | ITF Валашке Мезиржичі, Чехія | Ґрунт      | Кароліна Петрікова    | 6–3, 6–4           |
| Поразка   | 3.   | 23 серпня 1999  | 10,000 | ITF Гехінген, Німеччина      | Ґрунт      | Сабіне Клашка         | 6–7(4–7), 2–6      |
| Перемога  | 5.   | 5 лютого 2001   | 10,000 | ITF Майорка, Іспанія         | Ґрунт      | Катаріна Баштернакова | 6–3, 6–4           |
| Поразка   | 4.   | 21 травня 2001  | 25,000 | ITF Софія, Болгарія          | Ґрунт      | Ленка Длгополцова     | 3–6, 1–6           |
| Перемога  | 6.   | 21 січня 2002   | 10,000 | ITF Бостад, Швеція           | Тверде (i) | Каріна Якобсґор       | 6–7(5–7), 6–4, 6–0 |
| Поразка   | 5.   | 10 лютого 2002  | 10,000 | ITF Лечче, Італія            | Ґрунт (i)  | Юлія Бейгельзимер     | 2–6, 1–6           |
| Перемога  | 7.   | 18 лютого 2002  | 10,000 | ITF Стамбул, Туреччина       | Тверде (i) | Даніела Кікс          | 6–2, 6–1           |

### Парний розряд: 13 (4–9)
| Легенда          |
| ---------------- |
| турніри $100,000 |
| турніри $75,000  |
| турніри $50,000  |
| турніри $25,000  |
| турніри $10,000  |

| Фінали за покриттям |
| ------------------- |
| Тверде (1–2)        |
| Ґрунт (2–6)         |
| Трава (0–0)         |
| Килим (1–1)         |

| Результат | Ранг | Дата              | Рівень | Турнір                  | Покриття   | Партнерка              | Суперниці                                | Рахунок             |
| --------- | ---- | ----------------- | ------ | ----------------------- | ---------- | ---------------------- | ---------------------------------------- | ------------------- |
| Поразка   | 1.   | 23 серпня 1999    | 10,000 | ITF Гехінген, Німеччина | Ґрунт      | Грета Арн              | Дженніфер Тіннахер Марія Вольфбрандт     | 4–6, 3–6            |
| Поразка   | 2.   | 31 липня 2000     | 25,000 | Сен-Годан, Франція      | Ґрунт      | Мая Палавершич         | Светлана Кривенчева Олена Татаркова      | 6–3, 5–7, 3–6       |
| Поразка   | 3.   | 18 вересня 2000   | 10,000 | Макарська, Хорватія     | Ґрунт      | Оана Елена Голімбйоскі | Анаук Стерн Анаук Сінніґе                | 4–6, 6–7(2)         |
| Поразка   | 4.   | 5 березня 2001    | 10,000 | Бухен, Німеччина        | Килим (i)  | Адрієнн Хегюдюш        | Даніела Клеменшиц Сандра Клеменшиц       | 6–7(5–7), 6–7(8–10) |
| Поразка   | 5.   | 16 липня 2001     | 25,000 | Вальядолід, Іспанія     | Тверде     | Адрієнн Хегюдюш        | Ніна Дюбберс Франческа Любіані           | 2–6, 6–7(4–7)       |
| Перемога  | 1.   | 12 листопада 2001 | 10,000 | Ступава, Словаччина     | Килим (i)  | Галина Фокіна          | Петра Цетковська Лібуше Прушова          | 6–3, 6–4            |
| Перемога  | 2.   | 21 січня 2002     | 10,000 | Бостад, Швеція          | Тверде (i) | Александра Срндович    | Ліана Унгур Хрістіна Захаріду            | 2–6, 6–2, 7–5       |
| Перемога  | 3.   | 10 лютого 2002    | 10,000 | Лечче, Італія           | Ґрунт (i)  | Юлія Бейгельзимер      | Ева Ербова Тіна Герголд                  | 7–6(9–7), 6–4       |
| Поразка   | 6.   | 24 лютого 2002    | 10,000 | Стамбул, Туреччина      | Тверде (i) | Іпек Шенолу            | Гульнара Фаттахетдінова Джорджа Мортелло | 5–7, 1–6            |
| Перемога  | 4.   | 19 серпня 2002    | 25,000 | Марибор, Словенія       | Ґрунт      | Тіна Герголд           | Альона Бондаренко Ольга Калюжная         | 6–1, 6–1            |
| Поразка   | 7.   | 30 вересня 2002   | 10,000 | Чіампіно, Італія        | Ґрунт      | Оана Елена Голімбйоскі | Аліче Канепа Емілі Стеллато              | 1–6, 6–4, 2–6       |
| Поразка   | 8.   | 31 березня 2003   | 10,000 | Наполі, Італія          | Ґрунт      | Оана Елена Голімбйоскі | Штефані Гайднер Ванесса Менга            | 6–7(6–8), 3–6       |
| Поразка   | 9.   | 23 лютого 2004    | 10,000 | Лас-Пальмас, Іспанія    | Ґрунт      | Марія Вольфбрандт      | Марія Хосе Архері Летісія Собрал         | 3–6, 3–6            |